# (200130) 1997 TP9
(200130) 1997 TP9 es un asteroide perteneciente al cinturón de asteroides, descubierto el 2 de octubre de 1997 por el equipo del Spacewatch desde el Observatorio Nacional de Kitt Peak, Arizona, Estados Unidos.

## Designación y nombre
Designado provisionalmente como 1997 TP9.

## Características orbitales
1997 TP9 está situado a una distancia media del Sol de 2,369 ua, pudiendo alejarse hasta 2,847 ua y acercarse hasta 1,891 ua. Su excentricidad es 0,201 y la inclinación orbital 1,259 grados. Emplea 1332,00 días en completar una órbita alrededor del Sol.

## Características físicas
La magnitud absoluta de 1997 TP9 es 18,2.